# Domleschg
Domleschg (en romanche: Tumleastga) es una comuna suiza del cantón de los Grisones, situada en la región de Viamala. Surgió el 1 de enero de 2015 a partir de la fusión de las antiguas comunas de Almens, Paspels, Pratval, Rodels y Tomils.